# Odnawianie sprzętu elektronicznego
Odnawianie sprzętu elektronicznego – zwrot określający sprzęt elektroniczny, jak: komputery, laptopy, monitory, telefony oraz tablety użytkowane przez leasingobiorcę w ramach leasingu. Jeśli umowa leasingowa jest zawarta na krócej niż wynosi okres przydatności do użytkowania danego przedmiotu, zostaje on przeznaczony do ponownej sprzedaży. Etap ten poprzedza proces weryfikacji i naprawy sprzętu – odnawiania (eng. refurbished).

## Różnice między poleasingowym a używanym sprzętem
Używane i poleasingowe urządzenia różni przede wszystkim poprzedni użytkownik. Laptopy, czy monitory określane jako „używane” dotyczą osób prywatnych, leasing natomiast kierowany jest do firm. Zatem odbiorcami poleasingowego sprzętu będą firmy (pracownicy firm). Drugim elementem rozróżniającym jest czas eksploatacji. W przypadku używanego sprzętu to indywidualna sprawa. Minimalny czas finansowania sprzętu IT to 16 miesięcy, ale urządzenia określane jako „poleasingowe”, mogą mieć zerowy stan użytkowania. Wynika to z szybszego powrotu do producenta. Przyczynami tak szybkich zwrotów są:
- usterki techniczne,
- wady produkcyjne,
- błędny zakup.

Te urządzenia poddawane są procesowi odnawiania, następnie trafiają do sprzedaży, jako „poleasingowe”.
Trzecią różnicą jest okres gwarancyjny i reklamacja. Sprzęt poleasingowy podlega pełnemu prawu do reklamacji, okres gwarancyjny określa dany producent (np. Dell 100 dni) lub sklep indywidualnie. Sprzęt używany według przepisów Kodeksu Cywilnego o rękojmi również podlega reklamacji, jednak odstąpienie od umowy (zwrot, wymiana) z osobą prywatną w wyniku wyboru nieodpowiedniego modelu lub rozmiaru, zgodnie z prawem nie będzie możliwe.

## Zastosowanie
Poleasingowy sprzęt jest powszechnie wykorzystywany w: uczelniach państwowych, jednostkach samorządu terytorialnego, starostwach, urzędach miast, szkołach oraz komendach policji. Zakup jest możliwy przez osoby prywatne. Duże marki, jak: Dell, Apple, HP stworzyły osobne działy zajmujące się dystrybucją takiego rodzaju urządzeń.

## Aspekt ekologiczny
Odnawianie sprzętu poleasingowego wiąże się z aspektem ekologicznym. Aktualizowanie urządzeń przez producentów lub certyfikowane jednostki służy ograniczaniu powstawania kolejnych elektrośmieci. To całkowite „zużywanie” danego laptopa, lub komputera jest rodzajem recyklingu w świecie elektroniki.